# 井伊直暉
井伊 直暉（いい なおてる）は、越後与板藩の第7代藩主。直勝系井伊家11代。
寛政3年（1791年）11月5日、井伊直広の長男として江戸で生まれる。本来なら6代藩主・直朗の後を継ぐはずだった父が早世したため、寛政4年（1792年）8月17日、直朗から世嗣として指名される。文政2年（1819年）12月の直朗の死去により、文政3年（1820年）2月12日に跡を継いだ。与板城の築城に尽力したが、文政9年（1826年）5月24日に36歳で死去し、跡を養嗣子の直経が継いだ。

## 系譜
父母
- 井伊直広（父）
- 性月院 ー 梅岩氏、側室（母）

正室
- 滝 ー 井伊直中の養女、阿部正簡の娘

養子
- 井伊直充 ー 井伊直朗の七男